# Физикъл Ревю Летърс
„Физикъл Ревю Летърс“ е едно от най-престижните списания в областта на физиката. Импакт факторът на списанието през 2009 г. е 7,328. Публикуването му започва през 1958 г. от Американското Физическо Общество като самостоятелен раздел на списанието „Физикъл Ревю“.
„Физикъл Ревю Летърс“ е специализирано в областта на кратките статии и научни съобщения, наречени писма, с размер до четири страници. За публикуване се приемат статии с нови и непубликувани по-рано открития, одобрени от трима рецензенти от кръга на авторите на списанието.